# Oscar Basso
Oscar Alberto Américo Basso (Buenos Aires, 22 aprile 1922 – Buenos Aires, 25 maggio 2007) è stato un calciatore argentino, di ruolo difensore.

## Carriera

### Giocatore
Ha militato in patria nelle squadre del Tigre, del River Plate e soprattutto del San Lorenzo. In quest'ultimo club ha giocato in due diversi periodi, per complessive 209 partite, realizzando 12 reti, debuttandovi il 3 settembre 1944 in San Lorenzo-Platense 1-1.
Tra le due esperienze col club argentino è da registrare l'avventura europea con la maglia dell'Inter nel 1949; sebbene la difesa non si rivelerà tra le migliori della stagione alla fine del campionato la squadra milanese otterrà il terzo posto.

## Palmarès

### Club

#### Competizioni nazionali
- Campionato argentino: 1

San Lorenzo: 1946